# Український журнал (1824—1825)
«Український журнал» (рос. дореф. Украинскій журналъ) — літературно-художній, науковий і громадсько-політичний двотижневик, що видавався Харківським університетом.
Виходив 1824 — 1825 у Харкові як своєрідне продовження «Українського вісника» (з 1816); редактор Олександр Склабовський. Вийшло 48 номерів; наклад 600 примірників.
[«Украинскій журналъ»] Помилка: {{Lang}}: невпізнаний код мови: ru-dor (допомога) містив серед іншого матеріали з української історії (про Богдана і Юрія Хмельницьких, Івана Скоропадського), етнографічні описи, описи українських міст (І. Вернета, О. Льовшина), статті про українську мову і народну творчість та їх значення для розвитку української літератури. Іван Кульжинський у статті «Некоторые замечания касательно истории и характера малороссийской поэзии» дав першу спробу аналізу української поезії з оглядом народнопоетичної творчості та писемної літератури від Г. Сковороди до І. Котляревського. Павло Білецький-Носенко підкреслював конечність публікацій періодичної преси українською мовою. [«Украинскій журналъ»] Помилка: {{Lang}}: невпізнаний код мови: ru-dor (допомога) інформував про стан освіти, культурні події, літературні новини і про громадське життя, зокрема на Слобожанщині. Журнал припинила університетська влада.